# Modisimus femoratus
Modisimus femoratus là một loài nhện trong họ Pholcidae. Loài này được phát hiện ở Hispaniola.